# Istituto Max Planck di astronomia

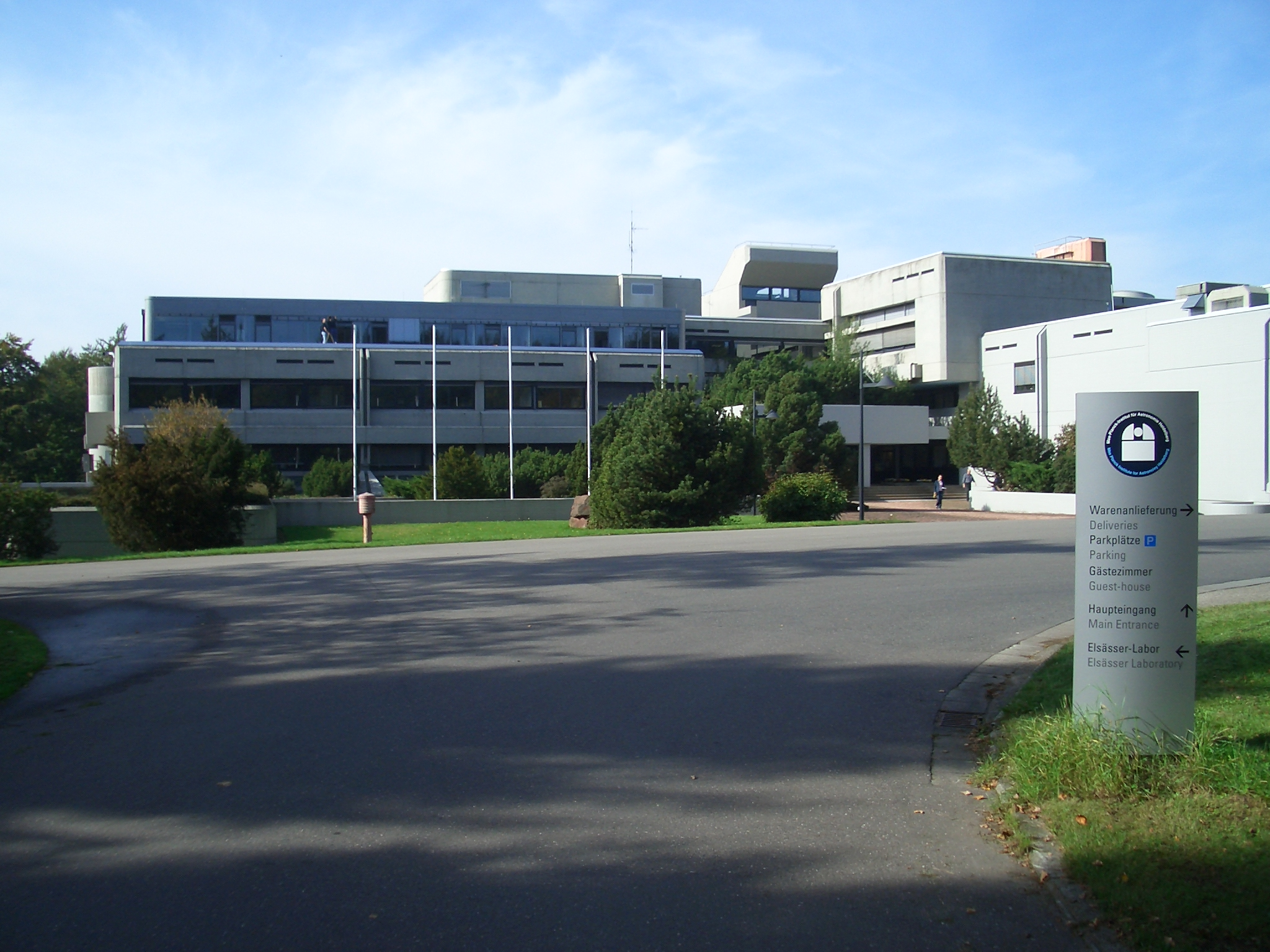
L'Istituto Max Planck di Astronomia

Il Max-Planck-Institut für Astronomie (Istituto Max Planck di Astronomia) è un istituto di ricerca della Società Max Planck. Si trova in Heidelberg, Baden-Württemberg, Germania nei pressi della cima del Königstuhl, a fianco dello storico osservatorio astronomico Landessternwarte Heidelberg-Königstuhl.
L'istituto fu fondato nel 1967. I direttori fondanti furono H. Elsässer e G. Munch, cui segurono K.-H. Böhm, G. H. Herbig e S. V. W. Beckwith. I direttori attuali sono Hans-Walter Rix e Thomas Henning.

## Aree di ricerca
Attualmente, i temi di ricerca comprendono la formazione dei pianeti e delle stelle nel gruppo di Thomas Henning e le galassie e la cosmologia nel gruppo di Hans-Walter Rix.
Il MPIA costruisce anche strumenti o loro parti per telescopi terrestri e satelliti, tra i quali vi sono:
- Osservatorio di Calar Alto, gestito congiuntamente dal MPIA e dall'Instituto de Astrofísica de Andalucía
- Osservatorio del Paranal
- Large Binocular Telescope
- Herschel Space Observatory

## Programma laureati
La International Max Planck Research School (IMPRS) per l'Astronomia e la Fisica del Cosmo è un programma per laureati che porta al conseguimento del Dottorato di Ricerca (Ph.D.) in astrofisica. La scuola è gestita in cooperazione con l'Università di Heidelberg.